# Puente Marcelo Fernán

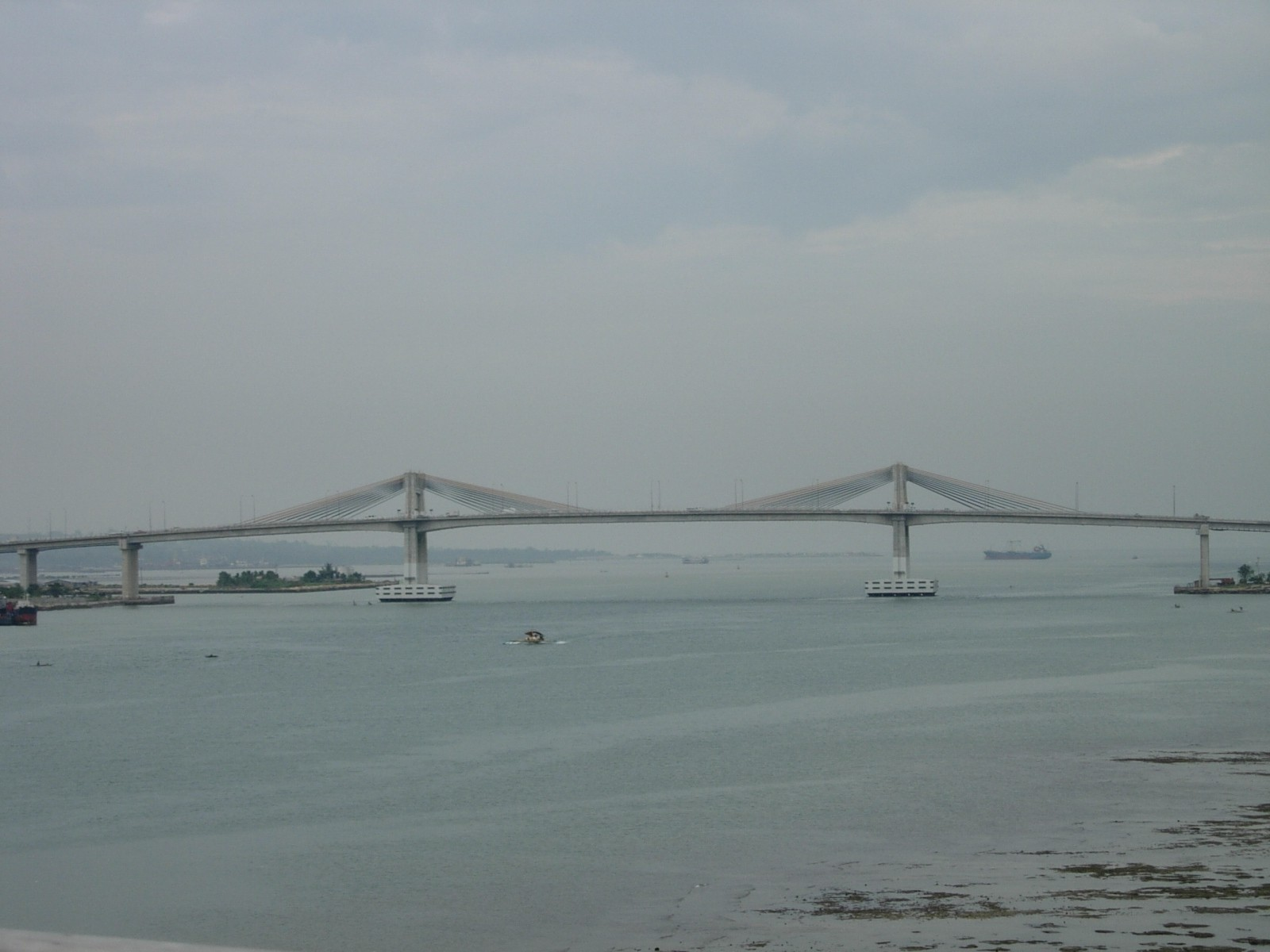
Otra vista del puente

El puente Marcelo Fernán (antes puente Consolación) es un puente atirantado extradosado ubicado en el área metropolitana de Cebú, en la isla de Cebú en Filipinas. Se extiende a través del canal de Mactan que conecta la isla de Cebú con la isla de Mactan.
El puente Marcelo Fernán fue inaugurado en agosto de 1999 para descongestionar el tráfico desde el antiguo puente de Mactan-Cebú. El puente tiene una longitud total de 1237 m con un tramo central de 185 m. La estructura es una de las más amplias y más largas de las Filipinas. 
El puente fue construido con la ayuda del gobierno japonés. Fue nombrado en honor del senador Marcelo Fernán, una figura política de la ciudad de Cebú.
En el lado del puente de la isla de Mactan, hay un parque llamado el parque del milenio (Millennium Park), y un monumento dedicado a la gente de mar en Filipinas está situado en ese parque. Además, el puente tiene dos pasarelas peatonales, una en el lado norte del puente, y una en el lado sur. En el lado del puente que da a la isla de Cebú está la ciudad de Mandaue, y el puente es accesible vía la avenida de las Naciones Unidas (United Nations Avenue).